# カルロス・ボネット
カルロス・ボネット・カセレス（Carlos Bonet Cáceres, 1977年10月2日 - ）は、パラグアイ・アスンシオン出身の元サッカー選手、サッカー指導者。元パラグアイ代表である。現役時代のポジションはディフェンダー。

## 経歴
2002年3月にパラグアイ代表デビュー。2002年と2006年、2010年の3度のFIFAワールドカップに出場した。2013年までに通算79試合に出場、1得点をあげた。

## 所属クラブ
- 1997-1998  ソル・デ・アメリカ
- 1998-2001  アトレティコ・デ・ラファエラ
- 2002-2007  クラブ・リベルタ
- 2007-2009  クルス・アスル
- 2009-2010  オリンピア・アスンシオン
- 2010-2012  クラブ・リベルタ
- 2012-2017  セロ・ポルテーニョ
- 2017  デポルティボ・カピアタ
- 2017-2018  クラブ・ナシオナル
- 2018  デポルティボ・カピアタ

## 代表歴

### 出場大会
- パラグアイ代表
  - 2002 FIFAワールドカップ
  - 2006 FIFAワールドカップ
  - 2010 FIFAワールドカップ

### 試合数
- 国際Aマッチ 79試合 1得点（2002年-2013年）[1]

| パラグアイ代表 | 国際Aマッチ | 国際Aマッチ |
| 年             | 出場        | 得点        |
| -------------- | ----------- | ----------- |
| 2002           | 6           | 0           |
| 2003           | 11          | 0           |
| 2004           | 1           | 0           |
| 2005           | 8           | 1           |
| 2006           | 7           | 0           |
| 2007           | 12          | 0           |
| 2008           | 6           | 0           |
| 2009           | 7           | 0           |
| 2010           | 11          | 0           |
| 2011           | 5           | 0           |
| 2012           | 3           | 0           |
| 2013           | 2           | 0           |
| 通算           | 79          | 1           |

## 監督歴
- 2022  クラブ・ナシオナル